# Мархалевка
Мархалевка (укр. Мархалівка) — село, входит в Фастовский район Киевской области Украины.
Население по переписи 2001 года составляло 1247 человек. Почтовый индекс — 08633. Телефонный код — 4571. Занимает площадь 2,664 км². Код КОАТУУ — 3221485501.
Село значительно пострадало от российских ударов во время полномасштабного вторжения. 4 марта 2022 года от авиаудара погибли 6 человек, были разрушены дома. В ночь на 25 мая 2025 года при массированной атаке Украины российскими ракетами и беспилотниками в селе была большей частью разрушена одна из улиц, погиб один человек.

## Местный совет
08633, Київська обл., Фастівський р-н, с. Мархалівка, вул. Шкільна, 13